# Jozinia leonina
Jozinia leonina är en fjärilsart som beskrevs av Sergius G. Kiriakoff 1970. Jozinia leonina ingår i släktet Jozinia och familjen tandspinnare. Inga underarter finns listade i Catalogue of Life.